# مجیدیه

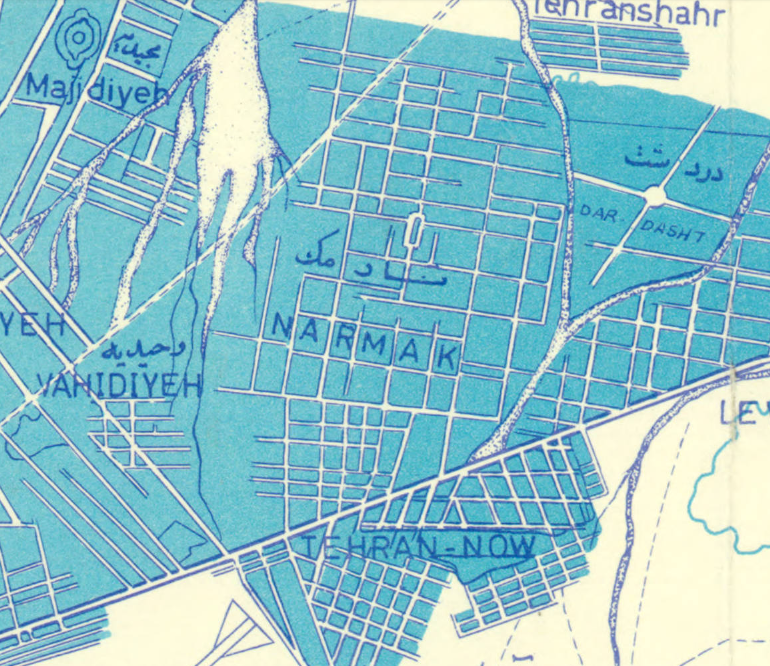
نقشه شرق تهران در سال ۱۳۴۶ منطقه نارمک، تهران نو، وحیدیه، مجیدیه و دردشت در نقشه

محله مجیدیه و به این نام معروف شده است. یکی از محلات قدیمی شرق تهران است. طی تقسیمات شهرداری این محله در منطقه ۸ و ۷ شهرداری تهران قرار دارد. محلهٔ مجیدیه از شمال به بزرگراه رسالت، از جنوب به مسیل باختر، از شرق به خیابان کرمان و از غرب به بزرگراه صیاد شیرازی محدود است.

## تاریخچهٔ مجیدیهٔ
شاهزادهٔ عبدالمجید میرزا مشهور بهٔ عین‌الدوله، صدراعظم مظفرالدین‌شاه یکی از ملاکان بهٔ‌نام محلهٔ مجیدیهٔ بودهٔ است و دلیل نامگذاری این محلهٔ به نام ایشان بازمی‌گردد.
در اواخر عهد قاجار و دوران سلطنت پهلوی ،مجیدیه به دلیل نزدیکی کارخانه آبجوسازی که در خیابان شهید عراقی فعلی واقع شده است ،چندین کافه برای سرو مشروبات الکی داشته است که ۳ راه پیاله نمونه آن می باشد . لذا از دیرباز یکی از قطب های مشروبات الکلی تهران شناخته میشود ،اسکان ارامنه نیز در این منطقه نیز یکی دیگر از دلایل این موضوع می باشد.

## ارامنهٔ
محلهٔ مجیدیهٔ یکی از اصلی‌ترین بخش‌های ارمنی‌نشین تهران محسوب می‌شود و در این محلهٔ تعداد زیادی از ارمنی‌های ایران زندگی می‌کنند.
ارمنی های در مجیدیه جنوبی که در حال حاضر با نام خیابان استاد حسن بنا جنوبی ، خیابان همایی(شانزده متری اول) و خیابان اثنی عشری (شانزده متری دوم ) سکونت دارند. 
کلیسای گریگور در خیابان اثنی اعشری ابتدای خیابان رویان واقع شده است . 
ارامنه مجیدیه بیشتر به مشاغل فنی ، همچون میکانیکی ،سیم پیچی و همچنین لوکس فروشی و قهوه فروشی اشتغال دارند .رابطه ارمنی های مجیدیه با سایر قومیت های این محلهٔ قدیمی تهران عادی ارزیابی می شود . 

## رویدادهای سرشناس
- کودک‌ربایی خیابان مجیدیه (۲۹ خرداد ۱۳۹۲)